# 占城
占城（せんじょう、ベトナム語：Chiêm Thành / 占城）は、現在のベトナム中部に存在したチャム族の国家。
占城という漢字国号の語源であるCampapura, Campanagaraが碑文に現れるのは7世紀であるが、中国史料では800年ごろまでは古代以来の国号である林邑または崑崙の名で呼ばれ、旧州新州上源州の三州と属国賓童龍国で構成されていた。
サンスクリット碑文では7世紀以降Campapura, Campanagaraと書かれ、こんにちのチャム族もその故国をNagar Cam（ヌガンチャム）と称する。1693年に広南阮氏によっていったん征服され、1695年に再興されて以降、1832年の直轄化まで、ベトナムの漢文史料では順城鎮（順成鎮）と記された。